# Анненберг, Эрнест Александрович
Эрнест Александрович Анненберг (24 февраля [8 марта] 1908, Астрахань — не ранее 1983) — советский инженер-конструктор металлорежущих станков, дважды лауреат Сталинской премии (1947, 1951).

## Биография
Родился 24 февраля 1908 года в Астрахани в семье Александра Монашевича Анненберга (по другим документам — Александра Минаевича) и его жены Иды Эдуардовны.
Конструктор, старший конструктор, а с 1944 года — главный конструктор Московского станкостроительного завода «Красный пролетарий».
В 1934 году зарегистрировал своё первое изобретение — прибор для дозировки сыпучих тел (в соавторстве с М. Ф. Чернышевым).
В 1944 году участвовал в создании модернизированного станка «ДИП-200М». 
В 1947 году Сталинской премией была отмечена разработка группы инженеров Московского завода «Красный пролетарий» Г. А. Сургучёва, Э. А. Анненберга, Б. Г. Каца, В. Т. Левшунова и Н. С. Федина, которые спроектировали и внедрили серию станков для токарной обработки вагонных осей. Эти станки были полностью автоматизированы, просты и удобны в обслуживании, снижали потребность в рабочем персонале в четыре раза.
В начале 1950-х годов при участии Анненберга была выполнена другая интересная разработка, также удостоенная Сталинской премии. Это был инновационный токарно-винторезный электро-копировальный станок модели «1620». Он был оборудован коробкой скоростей, позволяющей быстро менять число оборотов обрабатываемого изделия, более совершенной коробкой подач.
В 1954 году Анненберг перешёл на работу в Экспериментальный научно-исследовательский институт металлорежущих станков (ЭНИМС).
Сделал научный вклад в развитие технологий изготовления и применения элементов трансмиссий металлорежущих станков. В частности, вместе с директором ЭНИМС профессором А. П. Владзиевским и кандидатом технических наук Э. А. Майоровой разработал способ изготовления и применения клееных цилиндрических зубчатых колес (патент авторов Анненберг Э. А., Владзиевский А. П., Майорова Э. А. «Зубчатое колесо», № SU 18259290).

## Награды и звания
- Сталинская премия третьей степени (1947) — за разработку конструкции и освоение в производстве серии станков для токарной обработки вагонных осей[3]
- Сталинская премия 2 степени (1951) — за разработку токарно-винторезного электро-копировального станка новой конструкции (совместно с В. Т. Левшуновым, А. П. Федоровским, А. С. Костюниным, Е. И. Федосовой, В. В. Марининым и Е. А. Беляковым)[4]
- Медаль «За трудовое отличие» (11.10.1943)[5]